# Уолл, Джефф
Джефф Уолл (англ. Jeff Wall, род. 29 ноября 1946, Ванкувер) — канадский фотограф, наиболее известный своими крупноформатными фотографиями и статьями об истории искусства. Его фирменным приёмом стали фотографии на полупрозрачной плёнке, вставленные в лайтбоксы.

## Биография
- 29 сентября 1946 — Джефф Уолл родился в городе Ванкувер, Канада
- 1964—1970 — изучал историю искусств в Университет Британской Колумбии, его дипломная работа называлась «Берлинский Дада и понятие контекста».
- 1970—1973 — аспирантура в лондонском Институте искусства Курто.
- 1974—1975 — Джефф Уолл был доцентом в Новой Шотландии в Колледже искусств и дизайна, а также преподавал в университете Британской Колумбии.
- 1976—1987 — доцент Университета Симона Фрейзера.
- 2007 — ретроспектива работ Джеффа Уолла в Музее современного искусства в Нью-Йорке (МоМА).

В настоящее время живёт и работает в Ванкувере, занимая пост профессора в Университете Британской Колумбии (University of British Columbia).

## Творчество
- Джеффа Уолл славится фотографиями большого формата, изобразительный ряд которых простирается от простых уголков городской среды до работ, которые по масштабам и сложности сравнимы с живописью девятнадцатого века. Уолл пришёл к идее создания больших, с подсветкой, фотографий после того как увидел световую рекламу из окна автобуса. Он как раз побывал в Прадо, в Мадриде, и художник скомбинировал свои знания западной изобразительной традиции (он изучал историю искусств в Лондоне) со своей заинтересованностью в современных медиа, чтобы создать одну из самых влиятельных концепций в области современного искусства.
- Будучи студентом, Джефф Уолл экспериментировал с концептуальным искусством, создавал такие работы, например, как монохромная живопись и коллажи из текста и фотографий. Затем Джефф Уолл вплоть до 1977 года не создавал произведений искусства.
- В 1977 году он начал цикл фотографий, которые обращались к истории искусства и исследовали проблемы репрезентации. Композиции этих фотографий часто повторяют произведения таких художников, как Веласкес и Мане. «Picture for Women» 1979 года — одна из таких работ. Это «римейк» одной из самых значительных картин Эдуарда Мане «Бар „Фоли-Бержер“» (1881—1882). По признанию самого Джеффа Уолла, картина произвела на него сильное впечатления, когда он, будучи студентом, увидел её в институте Курто в Лондоне. Ему захотелось проанализировать и воспроизвести структуру композиции.
- Джефф Уолл добился международной известности, детальнейшим образом создавая события, взятые не из жизни, а выстроенные исключительно для камеры. Хотя они выглядели так, будто были сняты случайно. Пустячные происшествия, уличные сценки. В 1980-х Уолл представил эти снимки в виде больших прозрачных плёнок, помещённых в подсвеченные стеклянные витрины, вроде тех, что используются в рекламе. Они преподносились как нечто вроде живописных картин из современной жизни, при этом следовало понимать, что это работа отнюдь не документальная. Джефф Уолл занимался конструированием фотографических сцен. «Mimic» (1982) — типичная постановочная фотография Уолла. Она показывает белую пару и азиата, идущих по улице. Задний план — типичный североамериканский промышленный пригород. Белый парень делает не очень заметный, но оскорбительный жест, передразнивая разрез глаз азиата.
- С распространением технологий и методов цифровой обработки изображения произошёл выход на новый уровень. Теперь Уолл, отказавшись от режиссёрской импровизации на месте съёмок, мог создавать свои работы в студии, деталь за деталью, персонаж за персонажем. Затем он формировал цифровое изображение, аналога которому в реальности никогда не было, подчеркнуто заботясь, чтобы структура изображения композиционно отражала академическую живописную традицию. Эту методику зритель воспринял как знак, что фотография вернулась к традициям исторической живописи. В то же время зритель продолжал видеть в фотографии отчетливые притязания на внешнюю правдоподобность.
- Джефф Уолл стал известен российской публике благодаря одной из таких работ — «Говорят мертвые войны» — в 2003 году её, показанную в рамках выставки «Москва — Берлин», не пустили в Исторический музей, где размещалась российская часть проекта.

## Персональные выставки
| - 2008 Jeff Wall, Galleria Lorcan O’Neill Roma, Рим - 2008 Jeff Wall: Exposure, Guggenheim, Берлин - 2008 Jeff Wall, Tamayo Museum, Мехико - 2008 Marian Goodman Gallery, Нью-Йорк - 2008 Jeff Wall, Vancouver Art Gallery Collection, Ванкувер - 2008 Jeff Wall, Works 1979—1990, Galerie Rüdiger Schottle, Мюнхен - 2007 Jeff Wall, White Cube, Лондон - 2007 Jeff Wall, Johnen Galerie, Берлин - 2007 Jeff Wall, The Museum of Modern Art, Нью-Йорк; The Art Institute of Chicago; San Francisco Museum of Modern Art, Сан-Франциско - 2006 Jeff Wall, Marian Goodman Gallery, Париж - 2005 Jeff Wall, Photographs 1978—2004, Schaulager, Münchenstein, Базель - 2005 Photographs 1978—2004, Tate Modern, Лондон - 2004 Astrup Fearnley Museum, Осло - 2004 Marian Goodman Gallery, Нью-Йорк - 2003 UCLA Hammer Museum, Lobby Gallery, Лос-Анджелес - 2003 Jeff Wall: Landscapes, Norwich Castle Museum and Art Gallery, Norwich, Англия - 2003 Jeff Wall, Photographs, MUMOK (Museum of Modern Art Ludwig Foundation), Вена - 2002 Marian Goodman Gallery, Нью-Йорк - 2002 Hasselblad Center, Гётеборг - 2002 Galerie Marian Goodman, Париж - 2002 Museum of Modern Art Ludwig Foundation, Вена - 2001 Marian Goodman Gallery, Нью-Йорк - 2001 Jeff Wall: Figures & Places, Museum für Moderne Kunst, Франкфурт | - 1999 Mies van der Rohe Foundation, Barcelona, Spain - 1999 Jeff Wall: Oeuvres 1990—1998, Musée d’Art Contemporain, Montreal, Quebec - 1998 Marian Goodman Gallery, New York, NY - 1998 Here and Now II: Jeff Wall, Henry Moore Institute, Leeds, England - 1998 Jeff Wall: Photographs of Modern Life, Museum für Gegenwartskunst, Basel, Switzerland - 1997 The Museum of Contemporary Art, Los Angeles, California; Hirshhorn Museum and Sculpture Garden - 1997 Washington, D.C.; Art Tower Mito, Mito, Japan - 1996 Museum of Contemporary Art, Helsinki, Finland - 1996 Jeff Wall: Landscapes, Kunstmuseum Wolfsburg, Wolfsburg, Germany - 1996 Städtische Galerie im Lenbachhaus, Munich, Germany - 1995 Marian Goodman Gallery, New York, NY - 1995 Museum of Contemporary Art, Chicago, Illinois - 1995 Jeu de Paume, Paris, France - 1994 Museo Nacional Centro de Arte, Reina Sofia, Madrid, Spain - 1994 Neue Gesellschaft für Bildende Kunst Galerie, Berlin, Germany - 1994 Deichtorhallen, Hamburg, Germany - 1994 De Pont Foundation for Contemporary Art, Tilburg, The Netherlands - 1994 Städtische Kunsthalle, Düsseldorf, Germany - 1993 Kunstmuseum Luzern, Lucerne, Switzerland; Irish Museum of Modern Art, Dublin, Ireland - 1993 Fondation Cartier pour l’art contemporain, Jouy-en-Josas, France | - 1993 The Childrens' Pavilion (совместный проект с Дэном Грэхемом), Museum Boymans-van Beuningen, - 1993 Rotterdam, The Netherlands - 1992 Louisiana Museum, Humlebaek, Denmark - 1992 Marian Goodman Gallery, New York, NY - 1992 Palais des Beaux-Arts, Brussels, Belgium - 1991 San Diego Museum of Contemporary Art, San Diego, CA - 1990 Jeff Wall 1990, Vancouver Art Gallery, Vancouver, British Columbia; Art Gallery of Ontario, Toronto, Ontario - 1990 The Ydessa Hendeles Art Foundation, Toronto, Ontario - 1990 The Carnegie Museum of Art, Pittsburgh, Pennsylvania - 1990-89 The Children’s Pavilion (collaborative project with Dan Graham), Marian Goodman Gallery, New York, NY - 1990-89 Galerie Roger Pailhas, Marseilles, France; Fonds Regional d’Art Contemporain, Rhône Alpes, Lyons, France; - 1990-89 Galerie Chantal Boulanger, Montreal, Quebec; Santa Barbara Contemporary Arts Forum, Santa Barbara, CA - 1989 Marian Goodman Gallery, New York, NY - 1988 Le Nouveau Musée, Villeurbanne, France - 1988 Westfalischer Kunstverein, Münster, Germany - 1987 Young Workers, Museum für Gegenwartskunst, Basel, Switzerland - 1984 Jeff Wall: Transparencies, Institute of Contemporary Arts, London, England; Kunsthalle, Basel, Switzerland - 1983 The Renaissance Society, University of Chicago, Chicago, Illinois - 1979 Installation of Faking Death (1977), The Destroyed Room (1978), Young Workers (1978), Picture for Women (1979), " The Art Gallery of Greater Vancouver, Vancouver, British Columbia |

## Награды
- 2003 Roswitha Haftmann Prize for the Visual Arts, Zurich, Switzerland
- 2002 Международная премия «Хассельблад», Гётеборг, Швеция
- 2001 The Paul de Hueck and Norman Walford Career Achievement Award for Art Photography, Ontario Arts Council, Canada